# 大学士
大學士為中國史上輔助皇帝的高級秘書官，其設立始自唐代，主要可分為內閣大學士（又稱殿阁大学士）、大學士（又稱協辦大學士）兩種，其中位居首席的內閣大學士亦有内阁首辅或首辅之名。明代因朱元璋废除宰相一职，位居首席的内阁大学士逐渐成为无宰相之名，却有宰相之实的职位。此外，越南也曾模仿中国，设立大学士之职。

## 起源
大学士一職乃唐中宗時首創，原職為協助皇帝批閱奏章，起草詔書等。《春明退朝錄》卷上載：「唐制，宰相四人，首相為太清宮使，次三相皆帶館職，洪（弘）文館大學士、監修國史、集賢殿大學士，以此為次序。本朝置二相，昭文、修史，首相領焉；集賢，次相領焉。  三館職，惟修史有職事，而頗以昭文為重，自次相遷首相乃得之。」宋代就常以大學士作為貼職。

## 明朝的大學士

### 廢相
洪武十三年（1380年），胡惟庸案爆發，丞相胡惟庸被斬殺，朱元璋罷中書省廢丞相，一千餘年來的丞相制度被終止，直接由皇帝親統六部。洪武二十八年（1395年）六月，太祖御奉天殿，敕谕文武群臣说：“自古三公论道，六卿分职。自秦始置丞相，不旋踵而亡。汉、唐、宋因之，虽有贤相，然其间所用者多有小人专权乱政。我朝罢相，设五府、六部、都察院、通政司、大理寺等衙门，分理天下事务，彼此颉颃，不敢相压，事皆朝廷总之，所以稳当。以后嗣君并不许立丞相，臣下敢有奏请设立者，文武群臣即时劾奏，处以重刑。”但由於工作份量實在過於龐大，洪武十五年（1382年）不得不設殿閣大學士，為皇帝顧問，一開始大學士並無實權，類似今日的一般秘書之職，屬翰林院。《明史·职官一》载：“十五年，仿宋制，置华盖殿、武英殿、文渊阁、东阁诸大学士，又置文华殿大学士，以辅导太子，秩皆正五品……大学士特侍左右，备顾问而已。洪武二十五年，明廷重定官品，大學士排名在翰林院學士之後，建文中，改大学士为学士。”明成祖即位，復原名並選派低級官員入值文淵閣參預機務，因文淵閣處在大內禁中，“內閣”之名由始。洪熙年間增加謹身殿大學士，終明朝之世，大學士以“四殿二閣”為名號的格局未再更改。嘉靖年間改華蓋殿為中極殿，謹身殿為建極殿，原大學士名號也隨之變更。
明中葉後，大學士主持閣務者稱首輔，餘稱次輔、群輔，朝班位次始列六部尚書之上。體制上，殿閣大學士名位的遷轉順序是：東閣、文淵閣、武英殿、文華殿、建極殿、中極殿。但實際上，“首輔”是依據閣臣資歷或皇帝寵幸程度排定，並沒有固定的官職稱呼。

### 內閣之名
內閣之預機務，自建文四年始也。翰林院之入內閣，自解縉開始。明成祖（1360年—1424年）始開內閣於文淵閣，延攬大學士入內閣，正式有「內閣」之名，以文淵閣印鈐封進御之件。此外文移，皆借用翰林院印。故於翰林院堂上設公座，視大學士幾位，則設幾座，故稱曰中堂。是堂乃翰林院之大堂，非內閣之堂也。
仁宗、宣宗、英宗時有三楊（楊士奇、楊榮、楊溥）入閣，多所扶正，海內清平。

### 首辅之名
大学士中居首者，號稱首辅，其權最大，有票擬之權，得到皇帝寵信的首輔大學士的職權可比以往的宰相。「宣德中詔少師吏部尚書蹇義、少保太子太傅戸部尚書夏原吉輟部事，朝夕侍左右，賜珊瑚筆，格玉砚條旨，然不與閣職。」「內閣臣職在司內外制而已，未有所謂調旨也。自宣德中大學士二楊公與尚書蹇、夏始有調旨之說。」但蹇義、夏原吉並未入閣，而處理奏章主要還是召大臣面議為主。故宣德朝實有調旨票擬之事，並無調旨票擬之制。英宗正統初年，「英宗九歲登極，凡事啟太后，太后避專，令內閣議行，此內閣票旨之所由始也。」內閣初無首輔次輔之分，票擬之事則由閣臣同寅協恭，共同商議。「弘、正以後居首者始秉筆，地望與次相懸絶矣。」嘉靖朝，嚴嵩專斷，與次輔不相關白，後夏言為首輔「凡所擬旨，行意而已，不復顧問嵩。」萬歷初，張居正為首輔，「三日不出閣，吏以函捧章奏就第票擬，次相在閣坐候，票進乃出。」可知明中葉，嘉靖、隆慶、萬歷初三朝（1543-1582年，40年間），調旨票擬之權盡落首輔之手，所謂首輔大學士無相之名，有相之實也僅這四十年間之事，不能擴大至整個明朝。張居正死後調旨票擬之權又回到群輔「協恭」，天啟再由內閣同官「協恭」轉換成「分票」，崇禎年間因閣臣傾軋角爭，內閣作用僅剩「分票」署名票擬，以便追查責任，內閣票擬徒具虛名，遑論首輔。

## 清朝的大學士
清朝沿用明代內閣制，但内阁受制于議政王大臣會議及後來建立的內廷決策機制，只是转达表章的机构。大學士在中樞決策中的作用，多由個人地位而定。

### 南书房的興起
康熙时，議政王大臣會議的权力被大部剥夺，决策多由南书房作出。康熙于大臣中简任若干入值南书房，参与机务。但南书房不是正式机构，也不能行文或指挥其他衙门。

### 軍機處的興起
雍正時設「軍機處」，有軍機大臣三人至六人、军机章京若干人，成为权力中枢，皇帝的诏令多由军机处发出。但有清一代正式诏书等均以内阁名义拟出，臣下正式奏章也递交内阁，所以内阁仍是清代名义上正式的行政机构。

### 三殿三阁大學士
大学士的名称前要改加殿、阁衔，数目为六人。最初明朝大學士共「四殿」、「兩閣」。四殿者，中極殿大學士（原為華蓋殿），建極殿大學士（原為謹身殿），文華殿大學士，武英殿大學士。兩閣者，文淵閣大學士，東閣大學士。清朝称“中和殿大学士”、“保和殿大学士”、“文华殿大学士”、“武英殿大学士”、“文渊阁大学士”、“东阁大学士”。
乾隆年间改“中和殿大学士”为“体仁阁大学士”，成为“三殿三阁”。
从品级上讲，大学士都一样，均为正一品，实际地位会有些许差别。在裁撤中和殿大学士之后，诸殿阁大学士中，以保和殿为最尊贵，一般很少人能得到此頭銜。在乾隆十三年裁撤中和殿之后，得到保和殿大学士的有傅恒，自乾隆卅五年（1770年）傅恒卒至宣統退位（1912年），就再没有人得到保和殿大学士的頭銜。
在六个名号的大学士中，在乾隆十三年裁撤中和殿之前，其地位顺序从高到低为：中和殿、保和殿、文华殿、武英殿、文渊阁、东阁。后来变成：保和殿、文华殿、武英殿、文渊阁、东阁、体仁阁。大学士的迁转也大多按从体仁阁至文华殿这样的顺序迁转。当然并不一定要从体仁阁开始作为起步。 
清代的殿阁大学士刚开始还有中和殿，其地位还在保和殿之上。有清一代授予中和殿大学士的也只有觉罗巴哈纳、金之俊、图海、巴泰、馮銓五人。自康熙二十年图海死后，至乾隆十三年裁撤中和殿，未有人增补为中和殿大学士。撤中和殿后，增加体仁阁，形成三殿三阁对称的局面。 
大学士是可以空缺的，不一定要六个全授满，而且从实际情况上看，四个大学士的情况最常见。

## 越南的大学士
1428年，越南人黎利发动反对中国明朝的起义，建立后黎朝。黎利模仿明朝的官制，在其朝廷中设立大学士之职，其作用与明朝的大学士相似。此后，阮朝也沿袭了后黎朝的官制，设立大学士职务。
阮朝的大学士名号有五种：
1. 勤政殿大学士（越南语：／），为正一品。
2. 文明殿大学士（越南语：／），为正一品。
3. 武显殿大学士（越南语：／），为正一品。
4. 东阁大学士（越南语：／），为正一品。
5. 协办大学士（越南语：／），为从一品。

其中，勤政殿、文明殿、武显殿、东阁四位大学士，被称为阮朝的“朝廷四柱”（越南语：／）。
越南阮朝的政治制度仿效中國清朝，設立了類似軍機處和樞密院的「機密院」作為最高權力機關，正一品的四柱大學士僅為榮譽職務。

### 引用
1. ↑  《明太祖实录》卷239
2. 1 2  《弇山堂别集》卷四十五
3. ↑  孫承澤《春明夢餘錄・内閣》
4. ↑  《明史紀事本末》卷54
5. ↑  《明神宗顯皇帝實錄》卷之六十九